# Kropschen part 1
Kropschen part 1 er en dansk eksperimentalfilm fra 1990, der er instrueret af Frants A. Pandal og Ulrik Al Brask.

## Handling
Den fuldstændige historie om kroppen.